# Jamaica Stock Exchange Market Index
Pour les articles homonymes, voir Jamaica.
Le Jamaica Stock Exchange Market Index est un indice boursier de la bourse de Kingston bb, en Jamaïque, composé des principales capitalisations boursières du pays.

## Composition
Au 20 juin 2011, l'indice  se composait des titres suivants:
| Symbole   | Société                                    | Poids indiciel |
| --------- | ------------------------------------------ | -------------- |
| BIL JA    | Barita Investments                         | 0.2 %          |
| BRG JA    | Berger Paints                              | 0.12 %         |
| CWJA JA   | Cable & Wireless Jamaica                   | 0.51 %         |
| CCFG JA   | Capital & Credit Financial Group           | 0.51 %         |
| CCC JA    | Caribbean Cement                           | 0.32 %         |
| CAR JA    | Carreras                                   | 5.21 %         |
| CBNY JA   | Ciboney Group                              | 0.01 %         |
| DG JA     | Desnoes & Geddes                           | 1.63 %         |
| FCIBJ JA  | First Caribbean International Bank Jamaica | 0.6 %          |
| FCIB JA   | First Caribbean International Bank         | 30.44 %        |
| FJI JA    | First Jamaica Investments                  | 2.06 %         |
| GLNR JA   | Gleaner                                    | 0.41 %         |
| GK JA     | GraceKennedy                               | 2.99 %         |
| GHL JA    | Guardian Holdings                          | 5.66 %         |
| HL JA     | Hardware & Lumber                          | 0.08 %         |
| JBG JA    | Jamaica Broilers Group                     | 1.28 %         |
| JMMB JA   | Jamaica Money Market Brokers               | 1.39 %         |
| PEG JA    | Jamaica Pegasus                            | 0.27 %         |
| JP JA     | Jamaica Producers Group                    | 0.75 %         |
| KPREIT JA | Kingston Properties                        | 0.04 %         |
| KW JA     | Kingston Wharves                           | 0.93 %         |
| LAS JA    | Lascelles deMercado &                      | 4.72 %         |
| MIL JA    | Mayberry Investments                       | 0.46 %         |
| MBICE JA  | Montego Bay Ice                            | 0.02 %         |
| MFP JA    | Montego Freeport                           | 0.15 %         |
| NCBJ JA   | National Commercial Bank of Jamaica        | 10.87 %        |
| PAL JA    | Palace Amusements                          | 0.01 %         |
| PCFS JA   | Pan Caribbean Financial Services           | 2.33 %         |
| PJAM JA   | Pan Jamaica Investment Trust               | 1.5 %          |
| PULS JA   | Pulse Investments                          | 0.17 %         |
| RJR JA    | Radio Jamaica                              | 0.16 %         |
| SLJ JA    | Sagicor Life Jamaica                       | 5.72 %         |
| SALF JA   | Salada Foods                               | 0.16 %         |
| SGJ JA    | Scotia Group Jamaica                       | 12.16 %        |
| SIJL JA   | Scotia Investments Jamaica                 | 1.72 %         |
| SEP JA    | Seprod Group of Cos                        | 1.97 %         |
| SVL JA    | Supreme Ventures                           | 0.98 %         |
| TCL JA    | Trinidad Cement                            | 1.5 %          |